# Esprits de l'Ouest
Les esprits de l'Ouest sont considérés comme des génies (Netjeri) plutôt que comme des dieux de la religion égyptienne. Ils sont représentés par un groupe de trois ou quatre chacals noirs qui tirent la barque solaire de Rê lors de son voyage nocturne. Ils sont aussi amenés à le protéger contre le mal. Ils sont également parfois représentés comme des oiseaux à têtes de chacals (voir le Ba en Égypte antique). 
Baou Imenty (Bȝw Imnty) est le nom égyptien des esprits de l'Ouest. Il signifie « esprits de l'Occident ». 
Ils sont apparus pour la première fois au cours de la période ramesside au Nouvel Empire. Mais il y a quelques mentions d'eux, un peu avant, dans les textes des sarcophages et le Livre des Morts. Ils figurent dans de nombreux textes sur l'au-delà et il n'est pas rare de les voir sur des situles en bronze, sortes de seaux cérémoniels en forme de poitrine. 
Ils sont parfois représentés dans différentes couleurs. Parfois, il n'y a qu'un seul chacal représenté, nommé dans les textes Ouepdouat (Wpdwaȝ.t), ce qui signifie littéralement « Ouvreur de la Douât ». Cette appellation ne désigne vraisemblablement pas qu'un seul de ces chacals.

## Textes
Dans le Livre du jour et de la nuit, les esprits de l'Ouest remorquent la barque solaire à travers le corps de Nout :
Les Esprits de l'Ouest sont ces dieux

Qui gardent l'horizon occidental et Héliopolis.

Ce sont eux qui conduisent la barque de Rê vers le ciel

Quand ils sont joints à ceux qui remorquent

Dans l'horizon occidental.
Dans la tombe d'Inherkhâou à Thèbes, il y a une peinture murale représentant le défunt adorant quatre chacals noirs. Le texte accompagnant cette scène est :
Salut à vous quatre chacals qui remorquent la barque

Pour descendre du ciel aux monde souterrain

Vous qui rapportez au sanctuaire mystérieux

Et traversez le monde souterrain dans votre mystère.

Puissiez-vous remorquer ... Inherkhâou dans la barque dorée

Jusqu'à Osiris le Seigneur d'Onkhet.

Qu'il reçoive offrandes et nourriture.

Comme les esprits de Ro-Setaou.

Que son esprit soit convoqué

Vers la Salle des Deux Vérités

Comme les divinités qui s'y trouvent.

## Sources
- (en) Bezenwepwy, « Spirits of the West », sur Per-Sabu : House of Jackals.
- (en) Terence DuQuesne, The Jackal Divinities of Egypt I : From the Archaic Period to Dynasty X, Londres, Darengo Publications, coll. « Oxfordshire Communications in Egyptology » (n° VI), 2005, 566 p.
- (en) Terence DuQuesne, Spirits of the West, Londres, Darengo Publications, coll. « Oxfordshire Communications in Egyptology » (no VIII), 1990.